# Кім Йон Хі (баскетболістка)
Кім Йон Хі (17 травня 1963 — 31 січня 2023) — південнокорейська баскетболістка.
Учасниця Олімпійських Ігор 1984 року.